# House of Worth
House of Worth — французький дім високої моди, який спеціалізується на от кутюр, прет-а-порте та парфумерії. Історичний дім був заснований у 1858 році дизайнером Чарльзом Фредеріком Вортом. Дім продовжував працювати при його нащадках до 1952 року, остаточно був закритий у 1956 році. У 1999 році бренд House of Worth було відроджено.

## Історія
Чарльз Фредерік Ворт відкрив свій власний дизайнерський дім у 1858 році в партнерстві з Отто Бобергом у Парижі на Рю-де-ля-Пе. До цього він працював в Swan & Edgar Ltd і Lewis & Allenby у Лондоні та в Maison Gagelin у Парижі. Саме в Gagelin він створив собі репутацію кравця. У 1850-х роках його дизайн для Gagelin високо відзначався на всесвітніх виставках у Лондоні та Парижі.
Ще коли Ворт працював у Gagelin, дім був постачальником приданого для імператриці Євгенії, що вийшла заміж. Після відкриття власного дому Ворт був представлений імператриці та призначений придворним дизайнером. Її заступництво посилило його репутацію та сприяло діловим успіхам. Ворт одягав провідних виконавиць того часу: Сару Бернар, Ліллі Лангтрі, Єнні Лінд і Неллі Мельбу. Крім цього, Ворт створював своїм найкращим клієнтам речі для спеціальних подій, такі як маскарадні костюми та весільні сукні.
Ворт був відомий тим, що готував кілька дизайнів для кожного сезону, які потім демонструвалися живими моделями. Клієнти робили свій вибір і з них знімали мірки в його робочих кімнатах. Заможні жінки в XIX столітті могли переодягатися чотири рази на день, і багато клієнтів купували собі весь гардероб у Ворта.
У 1871 році Ворт розлучився з Бобергом. До цього часу його дім моди став досить успішним міжнародним бізнесом. Після смерті Ворта в 1895 році його сини Гастон-Люсьєн (1853—1924) і Жан-Філіп (1856—1926) взяли бізнес на себе.
У 1924 році, коли підприємством керував вже онук засновника Жак, дім вийшов на парфумерний ринок. Перший аромат розробив парфумер Моріс Бланше, він називався Dans La Nuit. Скляних справ майстер Рене Лалік розробив для нього флакон. Незабаром була заснована окрема компанія Les Perfumes Worth, яка в період між 1924 і 1947 роками випустила більше 20 ароматів.
При нащадках Ворта дім залишався успішним, але все більше стикався з конкуренцією. У 1950 році він був поглинений домом Пакен. У 1952 році з виходом на пенсію правнука засновника Жана-Шарля (1881—1962) вплив сім'ї Вортів закінчився. У 1956 році дім припинив свою діяльність.
Компанію Les Perfumes Worth придбала компанія Société Maurice Blanchet. У 1992 році вона була продана Девіду Реймеру та стала частиною International Classic Brands. У 1999 році її придбав Lenthéric, який зараз є частиною Shaneel Enterprises Ltd.

## Відродження бренду
У 1999 році бренд House of Worth був відроджений підприємцями Ділешем і Хітешем Мехтами. Інтелектуальна власність дому була викуплена у різних сімейних і корпоративних нащадків і консолідована в єдину юридичну особу. Головним дизайнером став Джованні Бедін, який до цього працював у Карла Лагерфельда та Тьєррі Мюглера.
Перша колекція от кутюр була представлена для сезону весна/літо 2010 року. У ній були оновлені та модернізовані едвардіанські корсети, багато прикрашені мереживами та пір'ям. Об'ємні криноліни були замінені спідницями з тюлю. Короткі спідниці (65 см) включалися і в наступні колекції от кутюр. У 2011 році дім представив свою першу колекцію прет-а-порте.
Відроджений дім перевипустив духи Dans la Nuit (2000) і Je Reviens (2005) у переформулюваних версіях. Він також представив нові аромати Je Reviens Couture (2004), W Superbe, Joyeause Retour і Courtesan.